# Бруклендс (Нельсон)
У этого топонима есть и другие значения, см. Бруклендс.
Бру́клендс (англ. Brooklands) — пригород Нельсона на севере Южного острова Новой Зеландии. Он расположен на государственном шоссе 6, на берегу гавани Нельсон, между Атаваи и центром Нельсона.

## История района
До прихода европейцев территория нынешнего Нельсона была обитаема маори и называлась маори Whakatū. После основания города Нельсон в 1841 году эта область долгое время оставалась его северной окраиной. В 1859 году местные власти выкупили около 14 гектаров земли на холме к северу от города под новое кладбище Вакапуака. Оно открылось в 1861 году и стало главным некрополем Нельсона.
В течение XX века район постепенно развивался. С 1930-х годов вдоль побережья Нельсон-Хейвен велись масштабные работы по мелиорации (намыв и отсыпка грунта) для расширения городской территории. К концу 1940-х годов на новом участке суши начали разбивать первые участки под жилую застройку. В 1983 году была открыта прибрежная магистраль Queen Elizabeth II Drive, ставшая новым северным въездом в город. В 1986 году в Бруклендсе открылся крупный историко-культурный комплекс Founders Heritage Park — музей под открытым небом, воспроизводящий облик колониального поселения конца XIX – начала XX веков. В 1990-е годы управление парком перешло к городскому совету Нельсона. Постепенно Бруклендс превратился в полноценный городской пригород, застроенный жильём.

## География и ландшафт
Бруклендс расположен на побережье бухты Нельсон-Хейвен (внутренняя гавань города) на севере Нельсона. Западной границей района служит берег бухты, отделённой от открытого залива Тасман длинной естественной косой Боулдер-Бэнк. Южнее находятся центральные городские районы, а к северу примыкает пригород Атаваи. С востока над Бруклендсом возвышаются холмы (в т.ч. склон Уолтерс-Блафф), поросшие частично лесом; на их склонах расположены жилые кварталы. Прибрежная часть района низменная, значительная её часть создана искусственно за счёт рекультивации земли в середине XX века. Климат в Нельсоне мягкий морской: осадков выпадает относительно немного (около 1000 мм в год на равнинах), летние температуры редко превышают +30 °C, зимы тёплые, а количество солнечных часов — одно из наибольших в Новой Зеландии (около 2400 часов в год).

## Население и демография
Бруклендс вместе с соседним Атаваи относится к статистическому району «Atawhai», в котором по данным переписи 2018 года проживало 2790 человек. Большинство жителей – европейского происхождения (около 90–94 %); коренное население маори составляет порядка 7–8 %. Население относительно зрелое по возрасту: медианный возраст жителей района составляет около 49 лет, что выше, чем в среднем по Нельсону. По социально-экономическим показателям пригород близок к среднему уровню города.

## Инфраструктура и транспорт
Основной транспортной магистралью Бруклендса является проходящее вдоль побережья государственное шоссе № 6 (Atawhai Drive), которое связывает северные пригороды с центром Нельсона и далее ведёт на северо-восток, в сторону округа Тасман. По этому шоссе район обслуживается городским автобусным маршрутом, соединяющим Бруклендс (Атаваи) с центральной частью Нельсона и другими районами. Для пешеходов и велосипедистов вдоль магистрали обустроена отдельная велодорожка, обеспечивающая безопасное сообщение между северными пригородами и городским центром. Внутренние улицы района преимущественно жилые; здесь также проходит ответвление на Бруклендс-Роуд, ведущую к холмам и кладбищу. Инженерные коммуникации (водопровод, электричество, интернет) интегрированы в городские сети Нельсона.

## Достопримечательности и места отдыха
В Бруклендсе расположено несколько известных объектов Нельсона:
- Музейный парк Founders Heritage Park – комплекс исторических зданий и экспозиций под открытым небом, открытый 1 марта 1986 года и ставший популярным туристическим местом.
- Японский сад Миядзу (Miyazu Japanese Gardens) – ландшафтный парк, разбитый в 1995 году в честь города-побратима Нельсона, Миядзу (Япония)[12].
- Кладбище Вакапуака, одно из старейших и крупнейших в городе: с 1861 года здесь похоронено более 16 000 человек. На территории кладбища сохранились исторические надгробия, военные мемориалы и старинная часовня.

Благодаря прибрежному расположению, жители и гости Бруклендса имеют прямой доступ к рекреационным зонам на берегу Нельсон-Хейвен. Вдоль побережья разбиты парки и прогулочные зоны (включая Neale Park и другие скверы), откуда открываются виды на гавань и косу Боулдер-Бэнк. Из Бруклендса можно попасть на естественную каменистую косу Boulder Bank, где расположен исторический маяк (для доступа на косу обустроена тропа со стороны Атаваи).

## Экономика и застройка
Бруклендс представляет собой преимущественно спальный район. Здесь преобладают индивидуальные жилые дома среднего и малого размера, многие из которых построены во второй половине XX века. Новые коттеджные застройки появляются на склоновых участках, откуда открываются панорамные виды на залив. Архитектура домов разнообразна, присутствуют как модернизированные дома в колониальном стиле, так и современные коттеджи. Небольшая коммерческая зона сосредоточена в соседнем Атаваи – там работают супермаркет Four Square и несколько мелких магазинов, обслуживающих повседневные нужды жителей. В самом Бруклендсе отдельные коммерческие объекты представлены, например, кафе и ремесленными лавками на территории Founders Park, а крупные торговые центры и предприятия расположены в центральной части Нельсона. Большинство трудоспособных жителей Бруклендса ездят на работу в центр Нельсона или другие районы агломерации. Благодаря спокойной окружающей среде и близости к городу, Бруклендс является популярным жилым районом, сочетающим преимущества пригородной жизни с доступностью городских услуг.